# Hellinsia chuncheonensis
Hellinsia chuncheonensis là một loài bướm đêm thuộc họ Pterophoridae. Loài này có ở Hàn Quốc.
Sải cánh dài 15–16 mm.

## Etymology
The specific name refers to the type locality, Chuncheon, of the holotype.